# فوسالتو
فوسالتو قرية في مقاطعة كامبوباسو في منطقة موليزي الإيطالية. تقع على بعد حوالي 15 كيلومترًا (9 ميل) شمال غرب كامبوباسو.
تحد فوسالتو القرى التالية:
كاستروبينيانو  وليموزانو وبيتراكوبا
وسالسيتو وسانت وأنجيلو ليموزانو وتوريلا وأخيرًا ديل سانيو.